# Nate Newton
Nathaniel Newton (Orlando, 20 dicembre 1961) è un ex giocatore di football americano statunitense che ha giocato nel ruolo di offensive guard nella National Football League (NFL) e nella United States Football League (USFL). Al college ha giocato a football alla Florida A&M University.

## Carriera professionistica

### Washington Redskins
Nel 1983. Newton firmò come free agent coi Washington Redskins dopo non essere stato scelto nel draft ma fu svincolato durante il training camp. La notte in cui fu tagliato si infortunò in un serio incidente d'auto.

### Tampa Bay Bandits
Successivamente, Newton firmò coi Tampa Bay Bandits della ora defunta United States Football League, che lo scelse nel 1983, in quello che la USFL chiamò Territorial Draft. Vi giocò per due anni (1984 and 1985) nel ruolo di offensive tackle.

### Dallas Cowboys
Quando la USFL fallì, Newton firmò come free agent coi Dallas Cowboys nel 1986. Iniziò come offensive lineman di riserva e fu soprannominato "the Kitchen" (la cucina) poiché era più grosso di William "The Refrigerator" Perry dei Chicago Bears. Anche se divenne titolare come guardia sinistra nel 1987, l'esplosione di Newton giunse con l'arrivo di Jimmy Johnson come allenatore dei Cowboys nel 1989, il quale lo spostò nel ruolo di tackle destro titolare.
Nel 1992, a causa degli miglioramenti di Erik Williams, fu spostato nel ruolo di guardia sinistra, in modo da trovare spazio ai due ottimi giocatori nella linea offensiva.
Dal 1992 al 1995, insieme a Erik Williams, Mark Tuinei, Mark Stepnoski e Larry Allen, Newton fece parte di una delle migliori linee offensive della storia della NFL. Newton fu convocato per sei Pro Bowl, solo Larry Allen ottenne più convocazioni in carriera tra gli uomini della linea offensiva di Dallas. La sua abilità di proteggere il quarterback Troy Aikman e il running back Emmitt Smith contribuirono a far vincere tre Super Bowl ai Cowboys, nel 1992, 1993 e 1995. Si ritirò dopo aver passato la stagione 1999 coi Carolina Panthers.

## Vittorie e premi
- Super Bowl : 3 Vincitore del Super Bowl (XXVII, XXVIII, XXX)
- (6) Pro Bowl (1992, 1994, 1995, 1996, 1997, 1999)
- (2) First-team All-Pro (1994, 1995)
- Formazione ideale di tutti i tempi della USFL

## Statistiche
| Partite totali      | 198 |
| Partite da titolare | 180 |